# Iraanse architectuur

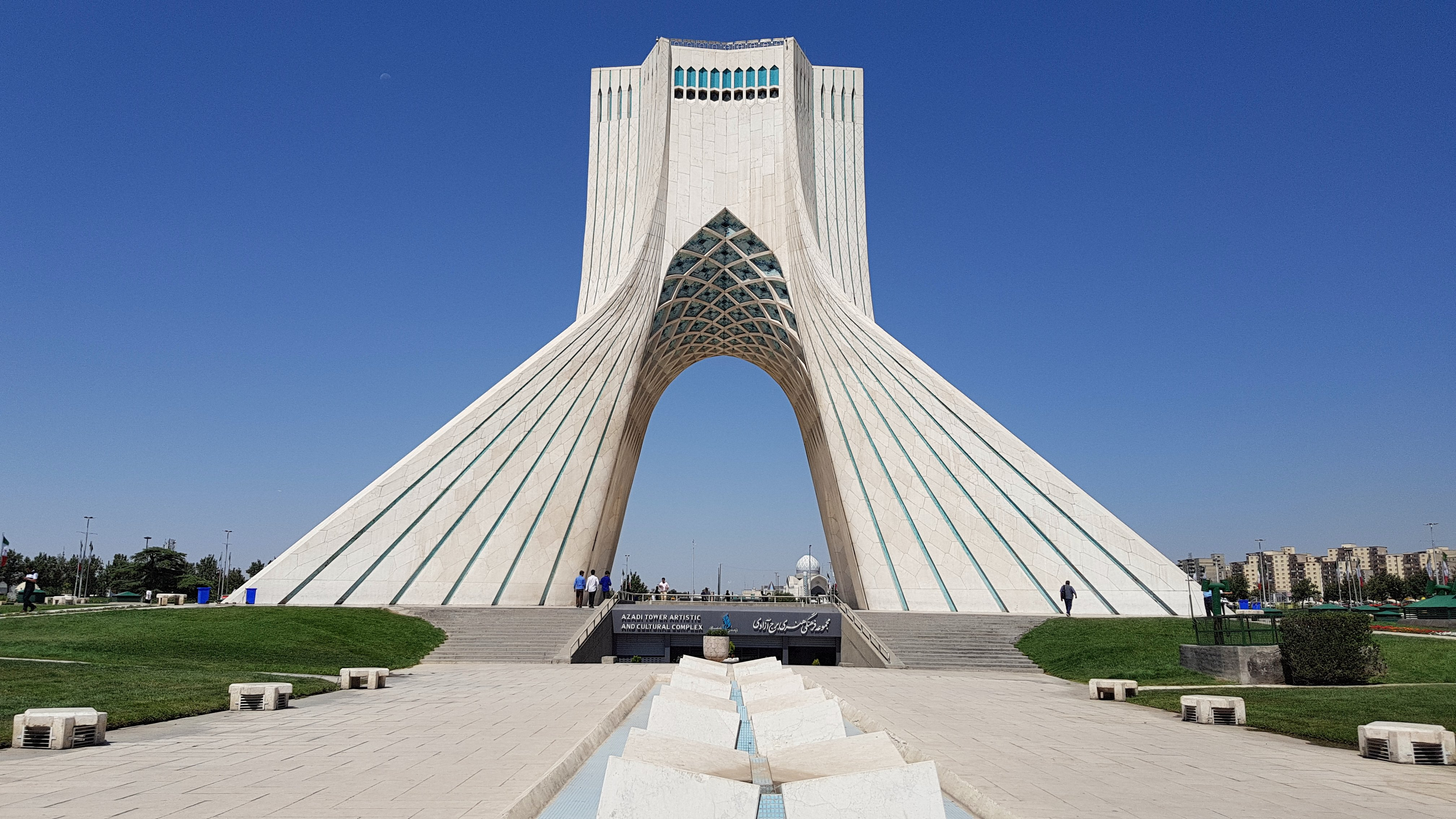
Azadi-toren in Teheran (1971), door architect Hossein Amanat. Zijn ideeën waren gebaseerd op klassieke en postklassieke Iraanse architectuur.

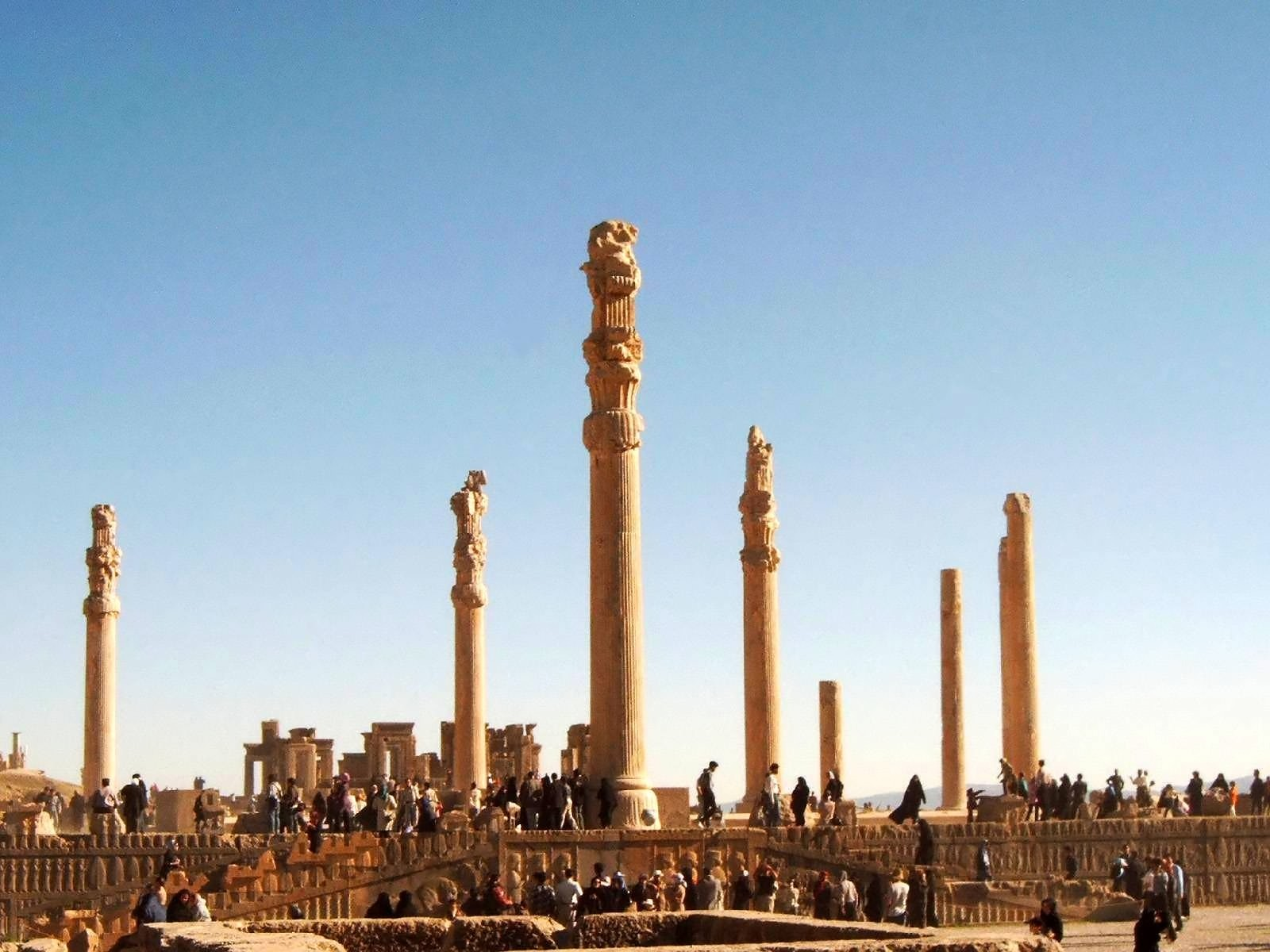
De ruïnes van Persepolis, begonnen in de 6e eeuw voor Christus tijdens het Achaemenidische Rijk.

De Iraanse architectuur (ook wel Perzische architectuur genoemd) is de naam van de architectuurstijl van Iran vanaf de pre-islamitische periode tot de islamitische periode van vandaag. Dit type architectuurstijl omvat ook de Perzische tuin.
- Nationale Bibliotheek van Tsjechië: ph433027